# Houston Astros
O Houston Astros é uma equipe da Major League Baseball (MLB) sediada em Houston, Texas, Estados Unidos. A equipe está na Divisão Oeste da American League.

## História
Criado após a expansão de times da MLB em 1962, originariamente chamou-se Houston Colt .45s. A escolha de Houston para uma nova franquia de beisebol veio ao encontro da necessidade de existir um time profissional de beisebol no estado do Texas, um dos mais importantes dos Estados Unidos. O primeiro jogo foi em 10 de abril daquele ano, uma vitória por 11-2 sobre o Chicago Cubs. Como o nome era derivado das origens de Houston e o então dono do time, o juiz Roy Mark Hofheinz, queria algo mais moderno, em 1965 ele alterou o nome para Astronauts, nome que ele logo em seguida diminuiu para Astros, sabendo que os jornais chamariam o time assim nas manchetes de qualquer jeito. Curiosamente, os jornais passaram a usar 'Tros — e, mais recentemente, 'Stros — nas manchetes. Nesse mesmo ano, o time inaugurou seu estádio Astrodome, o primeiro estádio coberto do mundo, no início conhecido como Harris County Domed Stadium.
Em sua história, os Astros chegaram nove vezes aos playoffs, sendo que em 2005 conseguiram a façanha de ir para a Série Mundial, perdendo a série final para os Chicago White Sox por 4-0.
Pelos Astros já passaram grandes jogadores, como José Cruz, Nolan Ryan, Don Wilson, Mike Scott e Larry Dierker. Nos últimos anos, destacaram-se na equipe Craig Biggio, Jeff Bagwell, Clemens, Berkman, Roy Oswalt e Andy Pettitte.
O clube ja teve dois jogadores recebendo o prêmio de melhor arremessador do ano (Troféu Cy Young), Clemens, em 2005, e Scott, em 1986.
Em 2013, os Astros mudaram de Liga e passaram para a American League.

## Estádios

### Astrodome

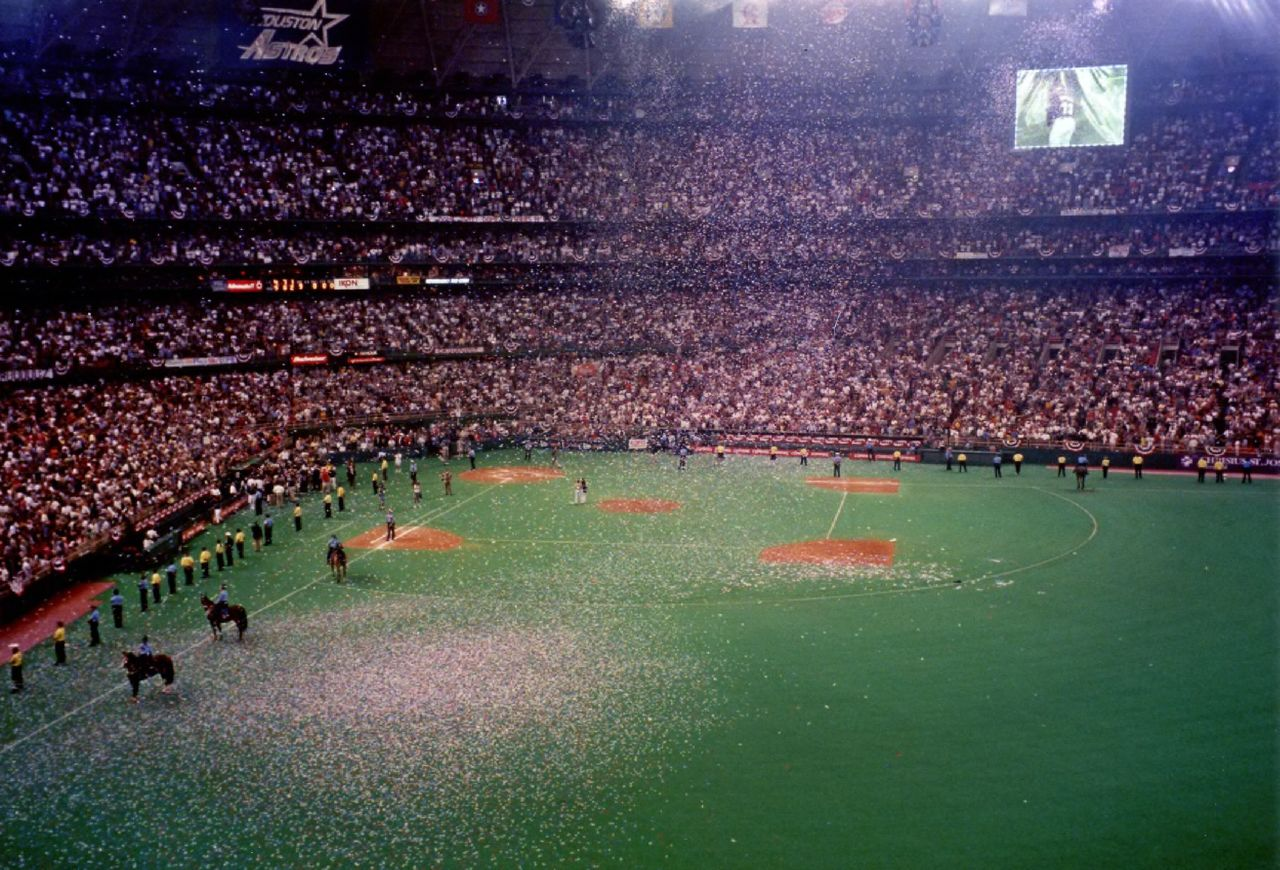
Jogo dos Astros no Astrodome em 1999.

Em 1965, o mundo viu ser inaugurado o primeiro estádio fechado do mundo, o Astrodome, localizado ao sul de Houston, tem capacidade para 54.816 para jogos de beisebol e 62.439 para jogos de futebol americano. Recebeu os Jogos das Estrelas de 1968 e 1986.
Além de ser casa dos Astros, o Astrodome também serviu de moradia para o time de futebol americano Houston Oilers (1968-1996), além de receber uma quantia enorme de eventos esportivos, religiosos, políticos e culturais. Hoje em dia faz parte do complexo Reliant.

### Daikin Park

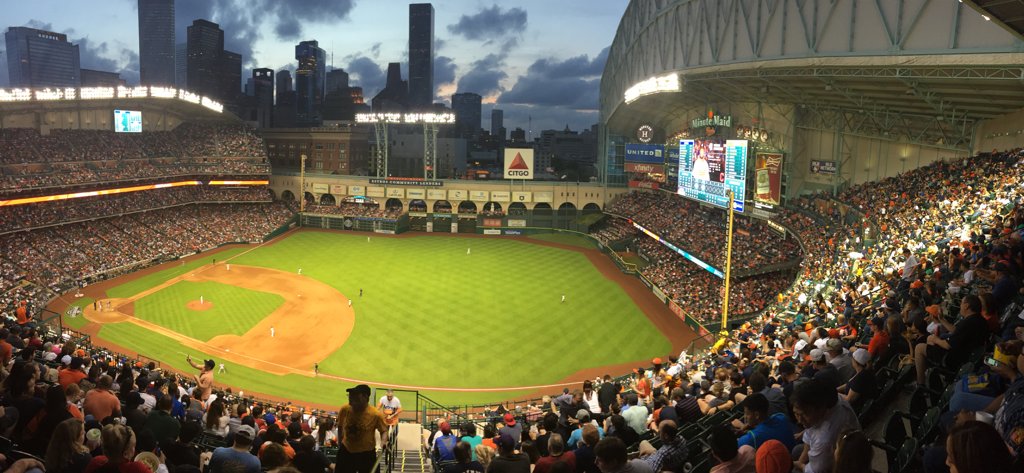
Jogo dos Astros no Minute Maid Park em 2015.

Em 2000, foi concluído no área central da cidade de Houston, junto a antiga estação de trem Union Station ao custo de 248,1 milhões de dolares, o novo estádio da franquia. Primeiramente chamado de Enron Field, o estádio, assim como seu antecessor, teve a vanguarda nos projetos de arenas esportivas no mundo. Seu teto retrátil, que cobre o campo de jogo, pode ser aberto ou fechado em 12 minutos, protegendo o público das intempéries. Sua estrutura resiste a tornados de categoria 4. O projeto recebeu três grandes prêmios: "Greater Houston Preservantion Alliance 2000 Good Brick Award", "Most Outstanding Civil Engineering Project" e "National Honor Award for Engineering Excellence".
Com capacidade para 40.950 pessoas, em seu primeiro ano recebeu mais de três milhões de pessoas nos jogos dos Astros. O primeiro jogo disputado no novo estádio foi em 30 de março de 2000, e os Astros ganharam do New York Yankees por 6-5 diante de um público de 40.624 pessoas. Já na temporada regular, o primeiro jogo disputado foi contra o Philadelphia Phillies, derrota dos dos Astros por 4-1.
Com a falência da Enron, os direitos do nome do estádio foram vendidos The Coca-Cola Company, a qual escolheu a marca de seu suco natural de laranja Minute Maid Park para ser nome do parque.
Em 2004, o Minute Maid Park foi escolhido para ser sede do 75.º Jogo das Estrelas, em que estiveram presentes os jogadores dos Astros Roger Clemens, Carlos Beltrán, Jeff Kent e Lance Berkman. Em 2005, o estádio recebeu pela primeira vez jogos da Série Mundial, disputada entre Astros e Chicago White Sox.

## Administração
Atualmente o dono do Houston Astros é Drayton McLane Jr., que comprou a franquia em 1993.

## Mídia
Na parte de mídia, os Astros têm como narrador em sua rádio em inglês o famoso narrador Milo Hamilton, pertencente ao Hall da Fama do rádio. Na rádio em espanhol, conta com o ex-jogador da franquia Alex Treviño e Francisco Ernesto Ruiz.